# Coucous
Pour plus de détails, voir Fiche technique et Distribution.
Coucous (titre original : The Cuckoos) est un film américain réalisé par Paul Sloane, sorti en 1930.

## Synopsis
Le professeur Bird et son ami, Sparrow, sont deux charlatants qui se font passer pour des diseurs de bonne aventure dans une station balnéaire mexicaine au sud de la frontière. Un jour, une riche héritière, Ruth Chester, arrive. Elle a fui sa tante, car elle est amoureuse d'un pilote américain mais sa tante souhaite qu'elle épouse un noble européen. De son côté, Sparrow tombe amoureux d'une jeune Américaine, Anita, qui vit avec une bande de gitans et cela crée un problème lorsque le chef de la bande de gitans, Julius, a des vues sur Anita.
Lorsque sa tante arrive, elle tente de persuader Ruth d'épouser le Baron mais à l'insu de Fannie, le Baron ne souhaite épouser Ruth que pour son argent. Au cours des événements, Fannie tombe amoureuse de Bird, mais lorsque le Baron découvre que Ruth est fiancée à Billy, il conspire avec Julius pour l'enlever. Pendant l'enlèvement, Anita est également enlevée et les filles sont emmenées plus loin au Mexique. Bird, Sparrow et Billy les retrouvent et les délivrent et vivent chacun heureux..

## Fiche technique
- Titre original : The Cuckoos
- Réalisation : Paul Sloane
- Scénario et dialogues : Cyrus Wood, Guy Bolton, Bert Kalmar & Harry Ruby
- Production : William LeBaron
- Société de production : RKO Pictures
- Musique et direction musicale : Victor Baravalle
- Photographie : Nicholas Musuraca
- Montage : Arthur Roberts
- Costumes et direction artistique : Max Rée
- Pays d'origine : États-Unis
- Format : Noir et blanc - Son : Mono (RCA Photophone System)
- Genre : Comédie musicale
- Durée : 97 minutes
- Date de sortie : 
  - États-Unis : 4 mai 1930

## Distribution
- Bert Wheeler : Sparrow
- Robert Woolsey : professeur Cunningham
- Dorothy Lee : Anita
- Jobyna Howland : Fannie Furst
- Hugh Trevor : Billy Shannon
- June Clyde : Ruth Chester
- Ivan Lebedeff : baron de Camp
- Marguerita Padula : reine des Gitans
- Mitchell Lewis : Julius
- Raymond Maurel : chanteur gitan
- Hector Sarno : vendeur de tamales

## Musiques
- Down in Mexico
- Oh! How We Love Our Alma Mater, chanson (Bert Wheeler & Robert Woolsey)
- All Alone Monday, chanson (June Clyde & Hugh Trevor)
- California Skies
- Where Ever You Are, chanson (Hugh Trevor & June Clyde)
- I'm a Gypsy (Robert Woolsey)
- Good Bye (Bert Wheeler, Robert Woolsey & Jobyna Howland)
- Tomorrow Never Comes (Raymond Maurel)
- I Love You So Much (It's a Wonder You Don't Feel It) (Dorothy Lee & Bert Wheeler)
- Dancing the Devil away (Marguerita Padula)
- I Love You So Much (Dorothy Lee, Bert Wheeler, Jobyna Howland, Robert Woolsey, June Clyde & Hugh Trevor )

## Autour du film
Le film présente quelques séquences en couleur.